# Chaoboridae
I Caoboridi (Chaoboridae Edwards, 1922) sono una piccola famiglia cosmopolita di insetti dell'ordine dei ditteri (Nematocera: Culicomorpha). In inglese, questi insetti sono conosciuti con il nome comune phantom midge ("moscerino fantasma"), in riferimento alla marcata trasparenza del corpo delle larve, di cui si intravedono gli organi interni.

## Descrizione
Gli adulti sono molto simili alle zanzare, ma ne differiscono per l'apparato boccale, più breve e non perforante, e per la conformazione delle ali, più brevi. Hanno il corpo esile e delicato, simile a quello delle zanzare, di dimensioni variabili da poco più di 1 mm a 10 mm. Le livree possono variare dal giallo pallido al grigio al bruno.
Il capo, privo di ocelli, porta occhi reniformi e antenne composte da 13 articoli, densamente piumate nei maschi, come nei Chironomidi. La zona frontale presenta il clipeo particolarmente allungato. L'apparato boccale è di tipo succhiante non perforante, con stiletti relativamente brevi, e presenta mandibole sclerificate, mascelle con palpi di 5 segmenti, labbro inferiore con lobi distali (labellum) ben sviluppati.
Il torace porta zampe lunghe e sottili e ali strette e allungate, con lobo anale ampio e formante con il margine posteriore della regione remigante una convessità uniforme. Le vene sono rivestite da setole e hanno la membrana rivestita da una peluria. Le nervature alari sono sostanzialmente simili a quelle dei Culicidae, da cui differiscono per il profilo, relativamente meno stretto e lungo, e per il rivestimento di setole sulle vene. La venulazione è ben sviluppata nelle nervature longitudinali, con costa che si sviluppa su tutto il margine dell'ala. La subcosta è lunga, parallela e ravvicinata al margine costale, la radio si suddivide, con tre biforcazioni, in quattro rami (R1, R2, R3 e R4+5) relativamente diritti e paralleli, la media in due rami (M1 e M2), la cubito ugualmente in due (CuA1 e CuA2). Posteriormente alla cubito è posizionata la prima anale. Sono evidenti due lunghe cellule basali: quella anteriore, compresa fra la base della radio e la base della media, è chiusa all'estremità distale dal settore radiale, dal tratto prossimale di R4+5 e dalla radio-mediale (r-m); quella posteriore, compresa fra la base della radio e la cubito, è chiusa all'estremità distale dalla medio-cubitale (m-cu) e dalla base di CuA1.

Schema della nervatura alare nei Culicidi e nei Caoboridi. C: costa; Sc: subcosta; R: radio; M: media; Cu: cubito; A: anale; h: omerale; r-m: radio-mediale; m-cu: medio-cubitale.

L'addome è sottile, con il nono urotergite ben sviluppato in entrambi i sessi, il maschio con armature genitali ben sviluppate e gonostilo sottile.
La larva è apoda ed eucefala, con corpo trasparente e sistema tracheale apneustico (Chaoborus) o metapneustico (Mochlonyx). In quest'ultimo caso, gli stigmi sono portati da sifoni respiratori. Le antenne, particolarmente sviluppate, sono trasformate in organi prensili sfruttati in genere in funzioni raptatorie per ghermire piccole prede. L'apparato boccale presenta le appendici ridotte eccetto le mandibole. La regione toracica è vistosamente espansa e mostra in trasparenza una vescicola scura (vescicola di galleggiamento). La parte caudale dell'addome è provvista di appendici tubulari e uncini, ma in particolare spiccano due processi caudali appiattiti terminanti con lunghe setole disposte a ventaglio. Una caratteristica delle larve dei Chaoboridae è quella di poter estroflettere la faringe per svuotare i resti del cibo non digerito.
La pupa ha la morfologia tipica della generalità dei Culicomorfi, con capo e torace fusi in un cefalotorace, processi dorsali recanti il sistema tracheale, addome pendulo.

## Habitat e biologia

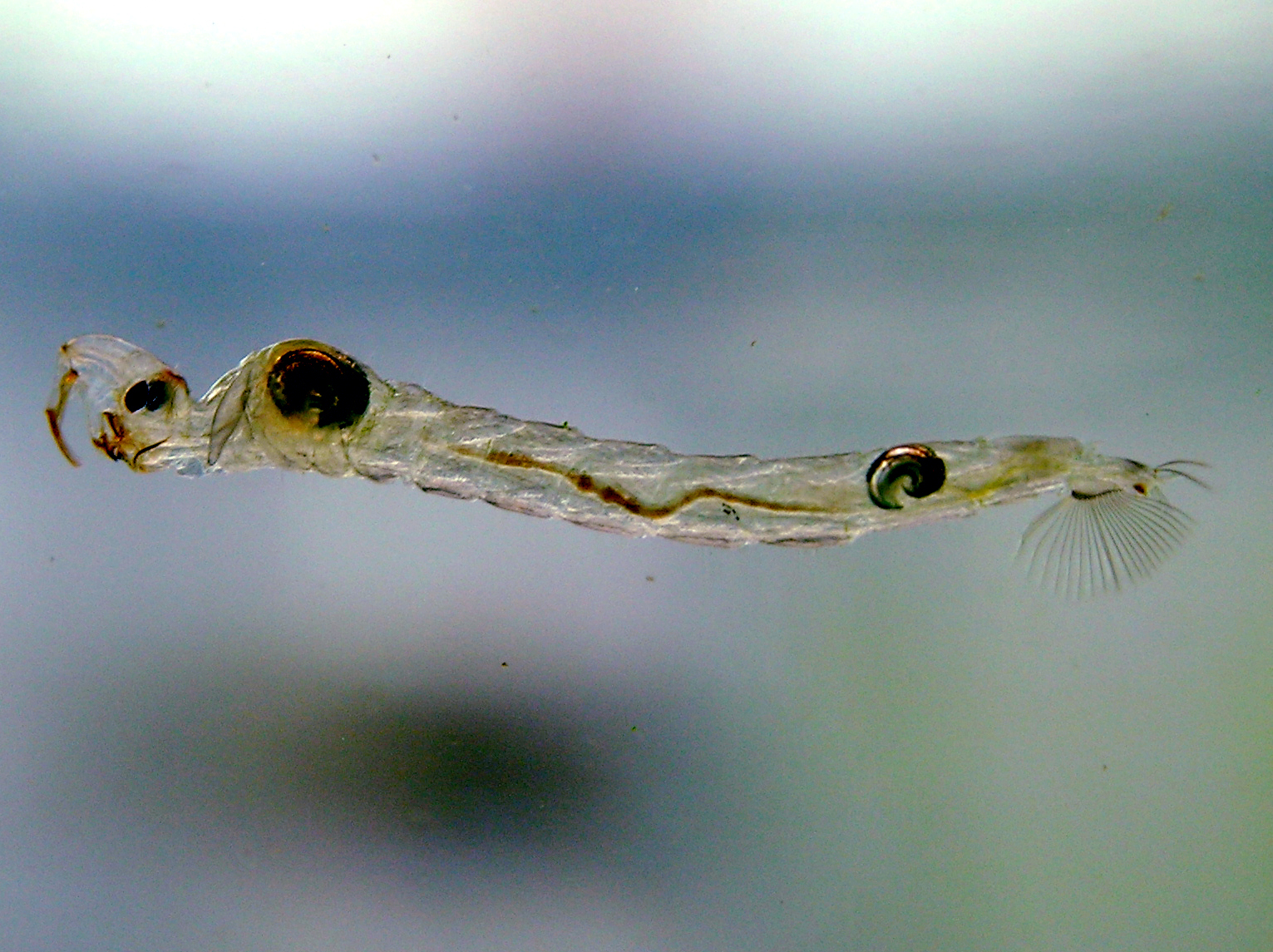
Larva di caoboride. Sono ben evidenti le antenne raptatorie, le due vescicole di galleggiamento e un tratto dell'intestino, il ventaglio di setole caudali.

I Caoboridi svolgono un ciclo con una o più generazioni l'anno, in funzione della specie, dell'habitat e del clima, con svernamento allo stadio di larva. Gli adulti hanno vita breve, limitata a pochi giorni, e non si nutrono. Formano sciami danzanti nei pressi dei siti natali, spesso in grande numero presso acque eutrofizzate, e sono attratti facilmente dalla luce. Ogni femmina depone circa 500 uova rilasciandole nell'acqua.
Lo sviluppo postembrionale si svolge attraverso 4 stadi di larva e uno di pupa, in un intervallo di tempo di 2-2,5 mesi.
Le larve hanno habitat acquatico e fanno parte del benthos di acque limacciose e stagnanti di varia estensione, dalle pozzanghere e dai fitotelmi agli stagni e ai laghi. Dopo i Chironomidi e gli Oligocheti le larve dei Caoboridi sono tra i più importanti colonizzatori dei fondali d'acqua dolce. L'etologia delle larve è condizionata dal grado di ossigenazione delle acque e si hanno risalite in superficie, nelle ore notturne, quando il tenore in ossigeno diminuisce. Queste larve possono perciò essere considerati anche organismi secondariamente planctonici. Hanno abitudini predatorie e si nutrono a spese di piccoli invertebrati come le dafnie e le larve di zanzare. Fanno eccezione le larve della specie australiana Austromochlonyx nitidus, che si nutrono filtrando l'acqua. Le larve di Chaoborus sono fondamentalmente onnivore e possono passare a un regime dietetico fitofago, in funzione delle condizioni ambientali, e nutrirsi di alghe.

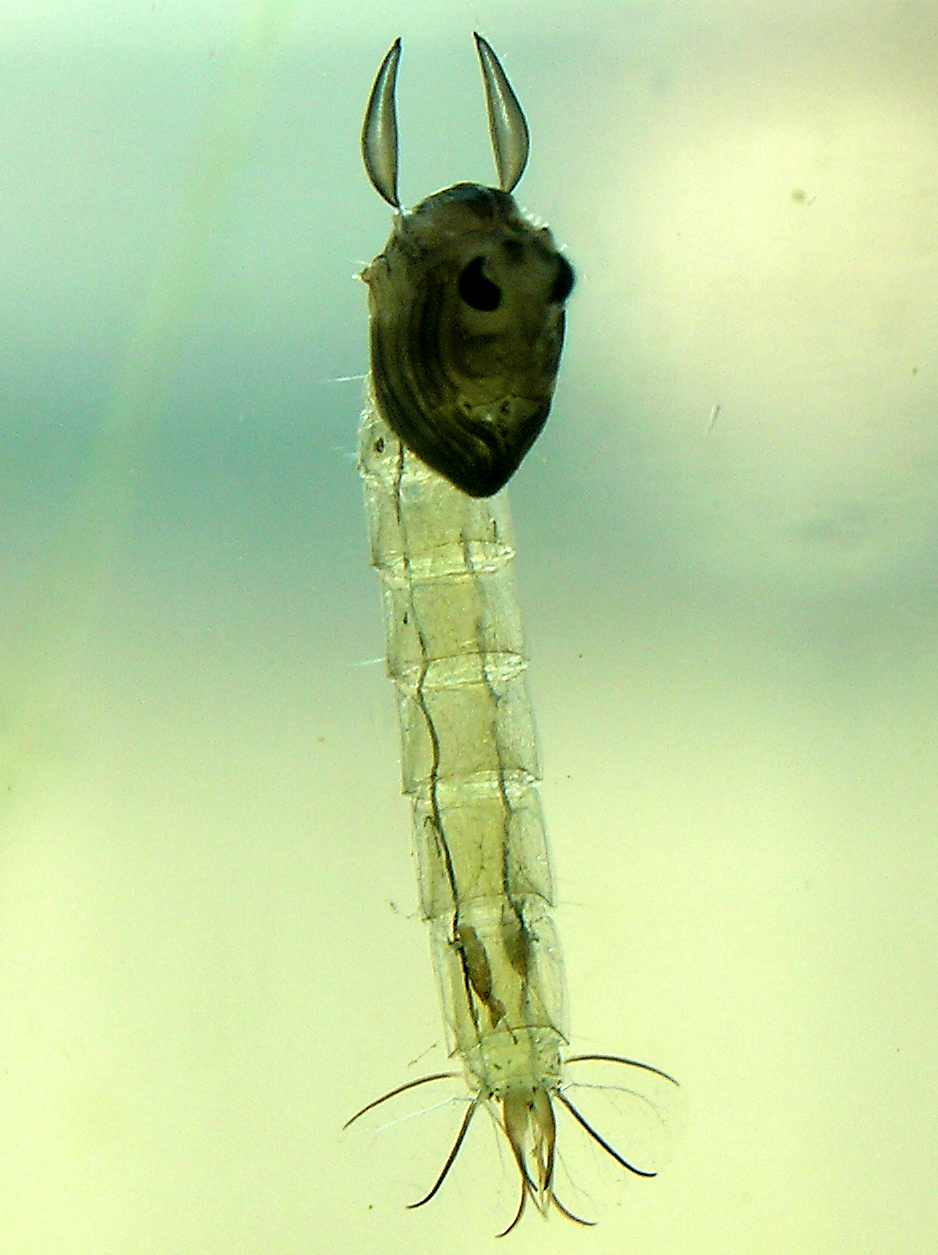
Pupa di caoboride. In alto sono visibili i cornetti respiratori portati dal cefalotorace.

## Distribuzione
Malgrado il ridotto numero di specie, la famiglia è abbastanza comune e cosmopolita.

## Sistematica
I Chaoboridae attualmente esistenti sono rappresentati da sei generi comprendenti circa 50 specie, di cui 9 presenti in Europa. La suddivisione sistematica contempla le seguenti due sottofamiglie:
- Chaoborinae
  - Chaoborus (syn. Corethra)
  - Cryophila
  - Australomochlonyx
  - Mochlonyx
  - Promochlonyx
- Eucorethrinae
  - Eucorethra

In Italia sono presenti sei delle specie europee, facenti capo ai generi Chaoborus e Mochlonyx, prevalentemente diffuse nel nord.
Numerose sono le specie estinte, per la maggior parte inquadrate in generi estinti, frequentemente rinvenute in reperti fossili risalenti al Mesozoico (a cavallo fra il Giurassico e il Cretacico) oppure al Cenozoico, in un arco temporale che si estende dal tardo Neogene (Miocene) all'intero Paleogene.